# SM Studios
株式会社SM Studios（エスエム・スタジオス、英: SM Studios Co., Ltd.、朝: 에스엠스튜디오스）は、韓国の大手芸能プロダクション・SMエンタテインメントが所有する子会社で、SMエンタの非音楽事業を統合管理する中間持株会社。

## 概要
2021年4月5日、SMエンタテインメントは、事業構造の効率化に向けてグループ系列会社の構造再編を進める計画を発表。その一環として、100％子会社・SM Studiosを設立し、SMが所有しているSM C&C、キーイースト、SM Life Design Group、DEAR U、MYSTIC STORYのすべての株を、新設法人のSM Studiosに現物出資すると明らかにした。
SM Studiosは、責任経営体制を通じてグループ経営の効率化を図り、ドラマ、バラエティ、ニューメディア分野を統合管理することによって、メディアスタジオに関する該当系列会社が団体交渉力を持つようになり、市場競争力を確保できるものと期待される。SMエンタテインメントは今回の構造改変を通じて、本来の事業である音楽事業により集中する計画だという。

## 子会社
- SM Culture & Contents
- SM Life Design Group
- Dear U
- KeyEast
- Mystic Story